# Calibrachoa cordifolia
Calibrachoa cordifolia är en potatisväxtart som beskrevs av João Renato Stehmann och L.W.Aguiar. Calibrachoa cordifolia ingår i släktet Calibrachoa och familjen potatisväxter. Inga underarter finns listade i Catalogue of Life.